# Каджиадо
Каджиадо — город в провинции Рифт-Валли, Кения. Административный центр округа Каджиадо. В 2010 году население города составляло 12 468 человек. Находится на расстоянии 63 километра к югу от Найроби.
Основное население населённого пункта составляют Масаи.